# Sinosenecio hainanensis
Sinosenecio hainanensis là một loài thực vật có hoa trong họ Cúc. Loài này được (C.C.Chang & Y.Q.Tseng) C.Jeffrey & Y.L.Chen miêu tả khoa học đầu tiên năm 1984.